# Крафт, Павел Павлович
Павел Павлович Крафт (23 января (4 февраля) 1870 года, Мещовск Калужской губернии или Пенза — 12 (25) мая 1907 года, Санкт-Петербург или Саратов) — российский профессиональный революционер, один из основателей Партии социалистов-революционеров (или эсеров, ПСР). Принимал непосредственное участие в организации террористических актов эсеровской Боевой организации.

## Биография
Родился в семье чиновника судебного ведомства. Первоначально обучался в симферопольской гимназии (1880—1886), затем — в пензенской. Окончив гимназию в 1888 году, в том же году поступил на Физико-математический факультет Московского университета. В апреле 1889 года исключён из университета за участие в работе марксистских кружков Виктора Курнатовского, Александра Гуковского и других активистов, после чего выслан в Пензу. В Пензе продолжил заниматься революционной деятельностью в кружках народников и Василия Благославова.
17 (29) ноября 1889 года привлечён к дознанию в числе 80 человек по обвинению в созыве в Пензе съезда революционеров. 24 марта (5 апреля) 1890 года арестован и переправлен в Санкт-Петербург. В столице привлекался к дознанию по обвинению в принадлежности к «недозволенному сообществу», был помещён в тюрьму.
Выйдя из заключения 22 августа (3 сентября) 1892 года, вернулся в Пензу, где находился под гласным надзором. После освобождения трудился письмоводителем у купца Виктора Умнова, давал частные уроки и разбирал библиотеку у помещицы Елены Хвощинской (урождённой княжны Голицыной) в селе Николаевка Чембарского уезда Пензенской губернии.
В декабре 1895 года переехал в Симферополь, где служил в губернской земской управе и в 1898 году в очередной раз привлекался к дознанию — на этот раз по делу пензенских социал-демократических кружков.
В сентябре 1900 года перебрался в Саратов. Осенью 1901 года стал одним из основателей Партии социалистов-революционеров, войдя вместе с Екатериной Брешко-Брешковской и Григорием Гершуни в состав «Комиссии для сношения с заграницей», которая с течением времени стала ядром Центрального комитета (ЦК) ПСР. Выступил инициатором открытия нелегальной пензенской типографии адвоката Б. Ф. Тарасова, созданной в 1901—1902 годах.
Непосредственно участвовал в организации террористических акций эсеровской Боевой организации: в частности, снабдил револьвером и патронами Степана Балмашёва, 2 (15) апреля 1902 года смертельно ранившего министра внутренних дел Дмитрия Сипягина, осенью того же года принял участие во встрече руководителей ПСР (Гершуни, Евно Азефа, Михаила Мельникова) в Киеве, на которой рассматривались аспекты практической деятельности партии, в том числе и террористического характера. Также занимался подготовкой покушения на великого князя Владимира Александровича.
5 (18) ноября 1902 года арестован в Киеве и отправлен в Санкт-Петербург. В течение трёх лет содержался в Петропавловской крепости, был приговорён к десятилетней ссылке. Благодаря провозглашению Манифеста 17 октября 1905 года амнистирован. 
После амнистии вновь окунулся в партийную работу. На 1-м съезде ПСР (29 декабря 1905 года (11 января 1906) — 4 (17) января 1906 года) избирался председателем съезда. Был кооптирован в избранный на съезде ЦК партии, в котором занимался вопросами организационной и боевой деятельности эсеров.
Скончался от болезни сердца, пребывая на нелегальном положении под именем гражданина Французской республики.